# Вільйослада-де-Камерос
Вільйослада-де-Камерос (ісп. Villoslada de Cameros) — муніципалітет в Іспанії, у складі автономної спільноти Ла-Ріоха. Населення — 367 осіб (2009).
Муніципалітет розташований на відстані близько 210 км на північний схід від Мадрида, 42 км на південний захід від Логроньйо.

## Демографія
Динаміка населення (INE ):

## Галерея зображень

Розташування муніципалітету
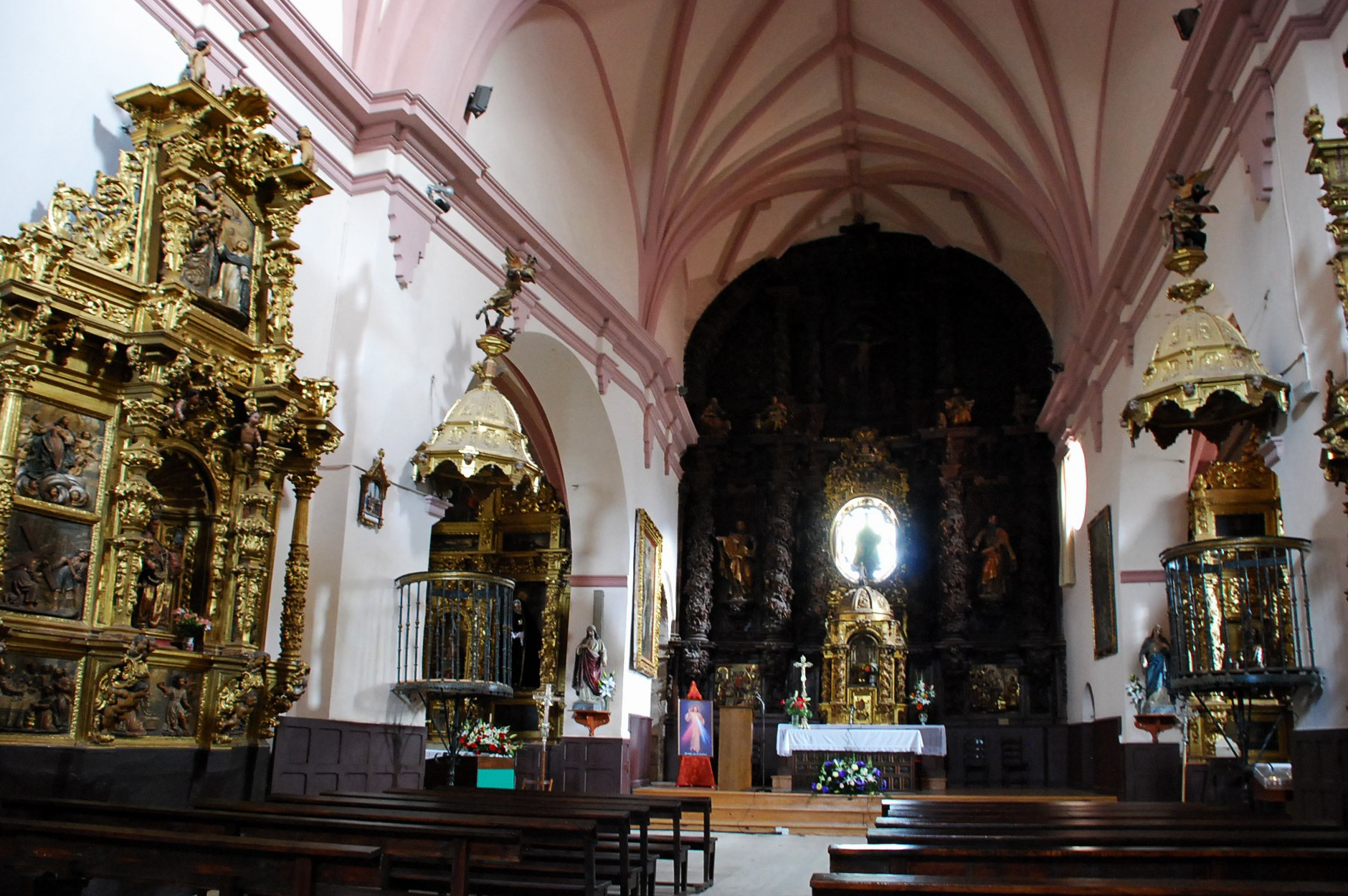
Інтер'єр парафіяльної церкви Нуестра-Сеньйора-дель-Саграріо